# Nuvem iridescente

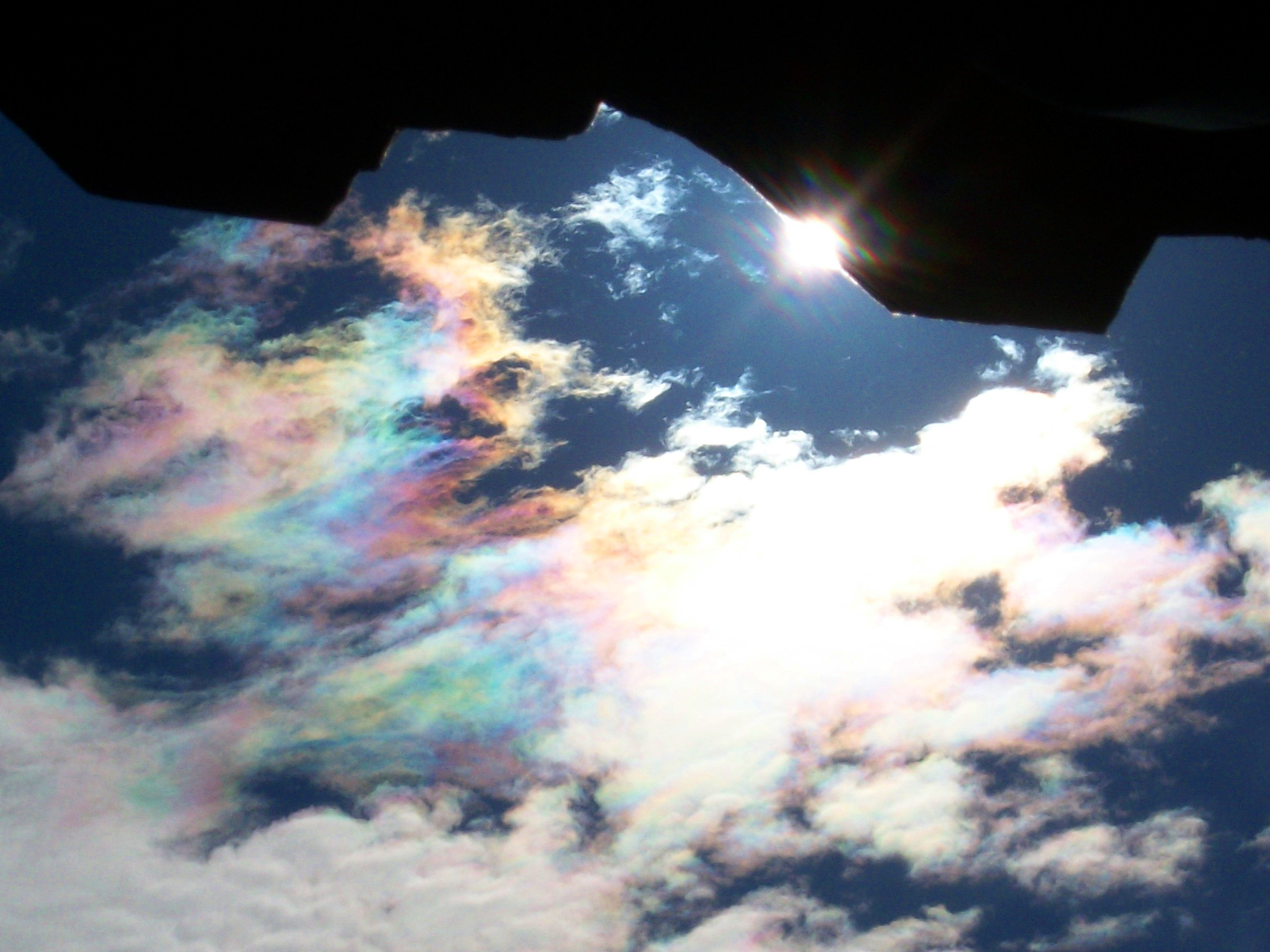
Nuvem Iridescente

A nuvem iridescente é um fenômeno relativamente raro que ocorre quando a luz contorna um obstáculo, ou seja, uma nuvem, e acaba se separando em cores; fenômeno este denominado difração. É comum que este fenômeno seja precedente a tempestades. É considerado um tipo de arco-íris de fogo. 